# Стефан Митанов
Стефан Митанов е български духовник и революционер, деец на Вътрешната македонска революционна организация.

## Биография
Роден е в град Кочани, тогава в Османската империя, днес в Северна Македония. Завършва Кишиневската духовна семинария. Връща се в родния си град, където служи като дякон и преподава в българското смесено основно училище „Св. св. Кирил и Методий“ в махалата Доклевец. Влиза във ВМОРО. По време на Винишката афера в 1897 година укрива Христо Настев, който го определя като „добър член на организацията и колега“.